# Джессон, Андрес
Андрес Джессон (англ. Andres Jasson; род. 7 января 2002, Гринуич) — американский футболист, вингер клуба «Ольборг».

## Клубная карьера
Джессон — воспитанник клубов «Уэстчестер» и «Нью-Йорк Сити». 18 апреля 2021 года в матче против «Ди Си Юнайтед» он дебютировал в MLS в составе последнего. В 2021 году игрок стал обладателем Кубка MLS. 16 июля 2023 года в поединке против «Филадельфия Юнион» Андрес забил свой первый гол за «Нью-Йорк Сити». В 2024 году Джессон перешёл в датский «Ольборг». 19 июля в матче против «Норшелланна» он дебютировал в датской Суперлиге.

## Международная карьера
В 2019 году в составе юношеской сборной США Джессон принял участие в юношеском чемпионате мира в Бразилии. На турнире он принял участие в матчах против сборных Сенегала, Японии и Нидерландов.

## Достижения
Клубные
 «Нью-Йорк Сити»
- Обладатель Кубка MLS — 2021